# Сами Мехмедов
Сами Мустафов Мехмедов (роден на 3 май 2003 г.) е български футболист, който играе на поста дефанзивен полузащитник. Състезател на Локомотив (Пловдив).

## Кариера
На 24 юли 2021 г. Мехмедов дебютира за Марица (Пловдив) при победата с 0:2 като гост на Спортист (Своге).

### Локомотив Пловдив
На 15 юли 2022 г. Сами е обявен за ново попълнение на пловдивския Локомотив.